# 談自省
談自省（?—?），字季曾，直隸鎮江府丹徒縣人，明朝政治人物。

## 生平
性友孝，萬曆十九年（1591年）辛卯科舉應天鄉試，萬曆三十二年（1604年）登甲辰科進士，授冠县知县，历南吏部文选郎。万历四十五年九月，升南验封司郎中谭自省为湖广右参政，分守郧襄道。四十六年閏四月，南吏部郎中谈自省为湖广分守下荆南道参政。历浙江按察使、浙江右布政、江西左布政使。以卓异，升应天府府尹。时逆阉魏忠贤，所在建祠颂功德，談自省不為所動，由此被弹劾削籍。

## 引用
1. ↑  《明实录》：天启五年十二月，山西道御史劉弘光疏參應天府府尹談自省、刑科給事中賴良佐、南京禮部主事張篤敬，内薦邵輔忠、姚宗文、劉廷元。得旨：談自省以程國祥姻婭，濫廁京兆；賴良佐以李日宣死黨，冒列清華；張篤敬以王圖心腹，復張邪焰，都著削了籍為民，仍追奪誥命。邵輔忠、姚宗文、劉廷元起用已久，著催他速來到任，其餘的該部酌議具復。